# Campeonato de Fútbol de Costa Rica 1942
El Campeonato de Fútbol de 1942, fue la edición número 22 de Liga de Fútbol de Costa Rica en disputarse, organizada por la FEDEFUTBOL.
Alajuelense, luego del campeonato anterior, queda en último lugar y disputa la promoción por el no descenso y derrota al Uruguay de Coronado. Al finalizar el torneo, La Universidad Nacional, cambia su nombre a Universidad de Costa Rica.

## Equipos Inscritos
| Provincia | N.º | Equipos                                                        |
| --------- | --- | -------------------------------------------------------------- |
| San José  | 4   | La Libertad, Gimnástica Española, Orión y Universidad Nacional |
| Alajuela  | 1   | Alajuelense                                                    |
| Cartago   | 1   | Cartaginés                                                     |
| Heredia   | 1   | Herediano                                                      |

## Formato del Torneo
Torneo disputado a tres vueltas en donde todos los equipos debían enfrentarse todos contra todos.

## Tabla de posiciones
| Equipo | Pts | PJ | PG | PE | PP | GF | GC | DG  |
| --- | --- | -- | -- | -- | -- | -- | -- | --- |
| Club Sport La Libertad | 29  | 18 | 13 | 3  | 2  | 50 | 30 | +20 |
| Gimnástica Española | 24  | 18 | 12 | 0  | 6  | 54 | 47 | +7  |
| Universidad Nacional | 20  | 18 | 8  | 4  | 6  | 51 | 41 | +10 |
| Cartaginés | 17  | 18 | 8  | 1  | 9  | 45 | 51 | -6  |
| Orión | 13  | 18 | 5  | 3  | 10 | 46 | 53 | -7  |
| Herediano | 12  | 18 | 5  | 2  | 11 | 50 | 56 | -6  |
| Liga Deportiva Alajuelense | 11  | 18 | 2  | 1  | 12 | 44 | 62 | -18 |
| Pts. – Puntos; PJ – Partidos Jugados; PG - Partidos Ganados; PE - Partidos Empatados; PP - Partidos Perdidos; GF – Goles a Favor; GC – Goles en Contra; Dif. – Diferencia de Goles |     |    |    |    |    |    |    |     |

|  |                   |
|  | Campeón Nacional. |

| Campeón C. S. La Libertad 5° título |

Planilla del Campeón: Dimas Sanabria, Eugenio Pignataro, Mario Valverde, Isaac Jiménez, Willy Mclean, Mario Varela, Mario Ruiz, César Hernández, Víctor Monge, Emanuel Amador, Francisco Zeledón, Jorge Umaña, Carlos Navarro, Juan Tellini, Leonidas Martínez, José Rivas, José Verdesia, Luis Zamora, Eddy Gómez, Edwin Jackson, Omar Bolaños, Fausto Arguello, Israel Araya, Alfonso Serrano

## Goleadores
| Jugador           | Equipo              | Goles |
| ----------------- | ------------------- | ----- |
| Gonzalo Fernández | Gimnástica Española | 18    |
| Fernando Solano   | Cartaginés          | 18    |

## Torneos
| Predecesor: Campeonato 1941 | Liga de Fútbol de Costa Rica Campeonato 1942 | Sucesor: Campeonato 1943 |